# Jussi Jääskeläinen
Jussi Jääskeläinen   (Mikkeli, 19 d'abril de 1975) és un exfutbolista finlandès de la dècada de 2000.
Fou 56 cops internacional amb la selecció finlandesa.
Pel que fa a clubs, destacà a Bolton Wanderers FC, West Ham United FC i Wigan Athletic FC.

## Referències

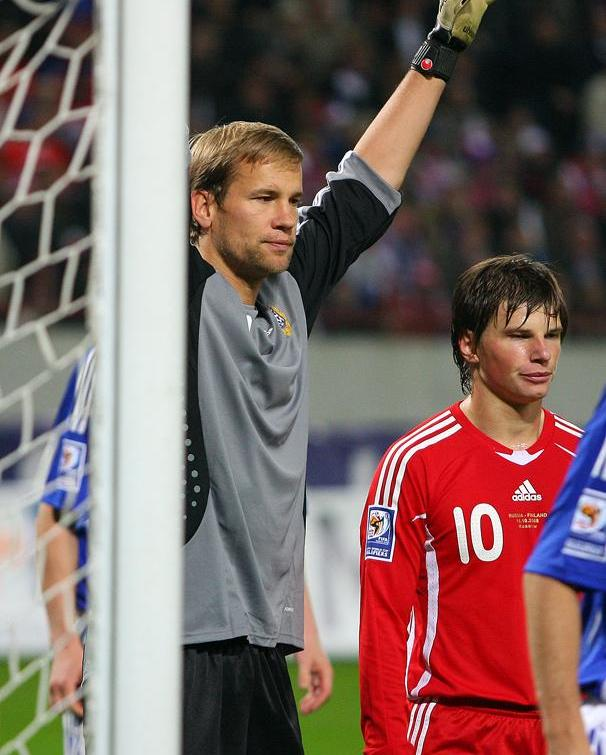
Jääskeläinen amb Andrey Arshavin el 2008.

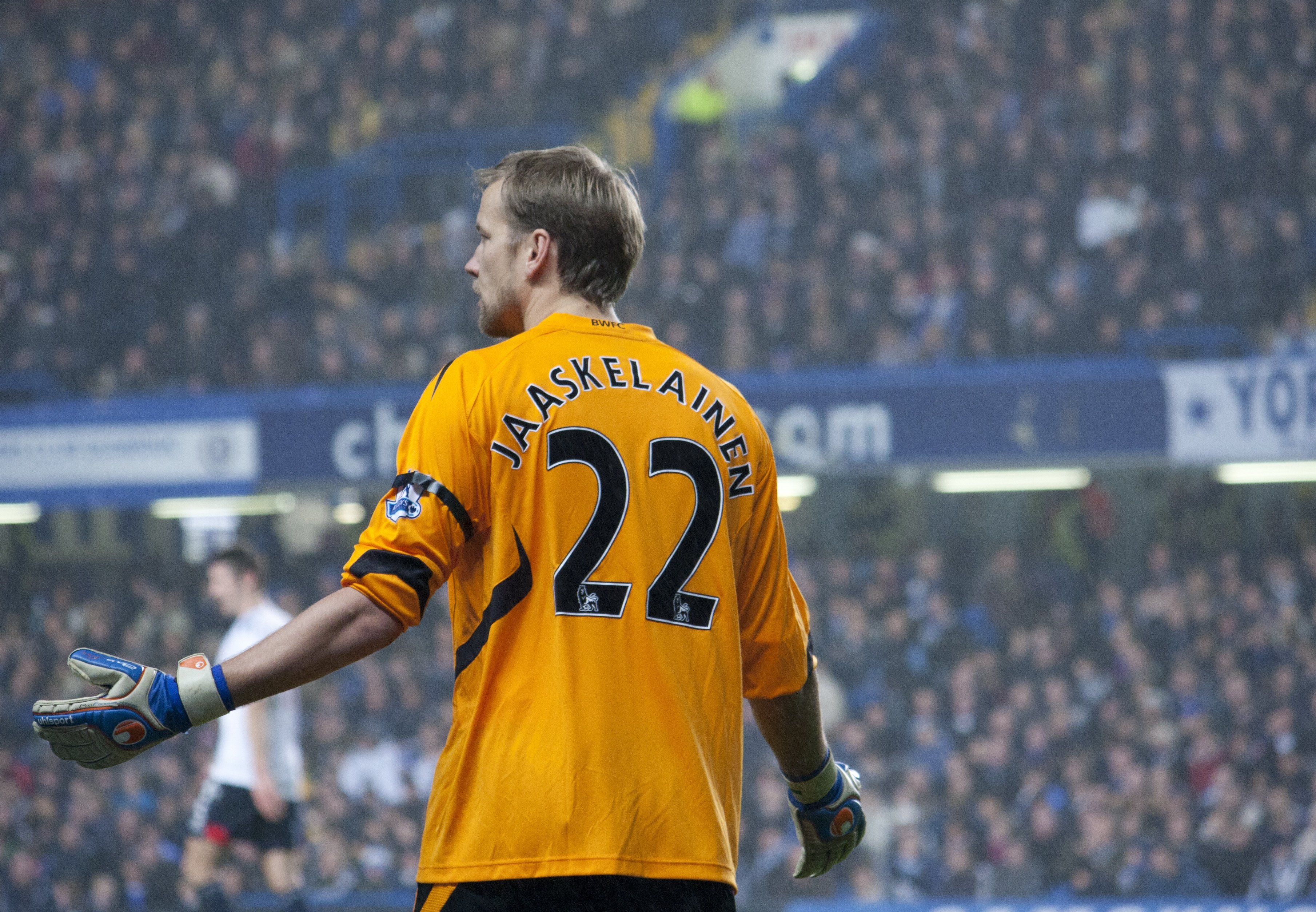
Jääskeläinen el 2008.